# 上野フロンティアタワー
上野フロンティアタワー（うえのフロンティアタワー）は、東京都台東区上野3丁目24-6にある複合施設である。開発・運営事業者は大丸松坂屋百貨店（J.フロント リテイリング）、建設工事は大手ゼネコンの竹中工務店が請け負い、2017年11月4日に開業した。

## 概要
百貨店「松坂屋上野店」南館跡地（2014年春閉店）に建てられた超高層ビルで、J.フロントリテイリング傘下の大丸松坂屋百貨店とパルコが初の連携によって、地下1階に松坂屋、地上1階～6階にPARCO_ya上野、7階～10階に区初のシネコンであるTOHOシネマズ上野が入り、12階～22階はオフィスフロアとして貸し出されている。
上野松坂屋本館とパークプレイス24（駐車場棟）とは、地下1階および、3階と6階の連絡通路で繋がっている。
上野フロンティアタワーの開業を機に、同施設と上野松坂屋本館、その周辺施設を「シタマチ・フロント」と名付け、周辺コミュニティと連携して「新しい下町文化」の創出と地域活性化を目指すとしている。

## フロア構成

### 地下1階
本館から約60ブランドを揃えた婦人靴売り場を移転。また観光案内所の機能を持ち、地域の情報発信や物販・イベントを行う「上野が、すき。ステーション」を設け、コミュニティWebサイト「上野が、すき」と連携する。

### PARCO_ya上野
PARCO_ya上野（ぱるこやうえの）は、東京都台東区上野3丁目24-6の上野フロンティアタワー内にあるファッション専門店ゾーン。オープン時のキャッチフレーズは「ちょっと上の、おとなの、パルコ。」。
1973年（昭和48年）開業の「渋谷PARCO」以来、44年ぶりとなる東京23区内への新規出店となる。松坂屋上野店は南館に、同じＪ.フロントリテイリング傘下のパルコを導入することで客層の若返りを図った。ロゴは片仮名の「パ」をかたどったものとなった。ストアコンセプトは「ともだちを誘いたくなるちょっとおしゃれなおとなのたまり場」。テナント数は68店舗で、そのうち52店舗が上野地区初出店となる。

#### 主な店舗・施設
- 廚 otona くろぎ（1F）
- ディーン＆デルーカ カフェ（1F）
- エルベシャプリエオニツカタイガー（1F）
- CA4LA（1F）
- 金子眼鏡店（1F）
- ケイト・スペード ニューヨーク（1F）
- スミス（1F）
- 日比谷花壇（1F）
- ヴィノスやまざき（1F）
- RMK（1F）
- SABON（1F）
- THREE（1F）
- M・A・C（1F）
- ベアミネラル（1F）

- セオリー（2F）
- ディーゼル（2F）
- マーガレット・ハウエル（2F）
- ミー イッセイ ミヤケ（2F）
- ランバン オン ブルー（2F）
- ワイズ（2F）
- ポールスミス（2F）
- KURA CHIKA by PORTER（2F）
- ジュエッテ（2F）
- オールドファッションストア（2F）
- ハーブス（2F）

- フリークス ストア（3F）
- ディヴィニーク（3F）
- トミーヒルフィガー（3F）
- マーコート（3F）
- ルミノーゾ・コムサ（3F）
- アネモネ（3F）
- エースシューズ（3F）
- スペックス（3F）
- チックタック（3F）
- ビースリーラボ（3F）
- マザーハウス（3F）
- あんみつ みはし（3F）

- ウニコ（4F）
- イデアセブンスセンス（4F）
- キャス キッドソン（4F）
- 犬印鞄製作所（4F）
- しゃら（4F）
- アヤノコウジ（4F）
- 濱文様（4F）
- パンドラ（4F）
- アーバンコンフォート（4F）
- オサジ（4F）
- ザ・ボディショップ（4F）
- テラクオーレ（4F）
- ナチュラルハウス（4F）
- カガエ カンポウ ブティック（4F）
- ル クリック アヴェダ（4F）

- アーバンリサーチストア（5F）
- ゾフ（5F）
- Hacoa DIRECT STORE（5F）
- スターバックス コーヒー（5F）
- 日本旅行（5F）
- PARCO・セゾンカウンター（5F）
- セブン銀行ATM（5F）

- 浅草 銀鯱（6F）
- 上野 焼肉 陽山道（6F）
- うえの やぶそば（6F）
- 上野 ワインバル八十郎（6F）
- 金沢まいもん寿司（6F）
- 中国名菜 銀座アスター（6F）
- 仙臺牛たん炭焼利久（6F）
- 天ぷら 新宿 つな八（6F）
- 北海道 くろまる（6F）

| 階 | フロア概要                                  | 備考 |
| -- | ------------------------------------------- | ---- |
| 6F | レストラン街                                |      |
| 5F | ファッション/雑貨/トラベルカウンター/カフェ |      |
| 4F | コスメ/雑貨/美容室                          |      |
| 3F | ファッション/カフェ                         |      |
| 2F | ファッション/カフェ                         |      |
| 1F | コスメ/ファッション雑貨/フード              |      |

### TOHOシネマズ上野
TOHOシネマズ上野（とうほうシネマズ うえの、TOHO CINEMAS Ueno）は、東京都台東区上野3丁目24-6の上野フロンティアタワー内にある映画館。経営・運営はTOHOシネマズ。
2003年8月31日に閉館した上野東宝劇場・上野宝塚劇場及び2006年5月14日に閉館した上野セントラル、1990年3月1日に閉館した上野パーク劇場の後を継いだ東宝系列の映画館で上野地域での東宝系列の映画館は実に14年ぶりである。音響設備は「ヴィヴ・オーディオスピーカー」を全スクリーンに導入。秋葉原から徒歩圏内に位置することから、アニメファンに支持される上映ラインナップを提供していく方針を掲げている。

#### スクリーン
総座席数は1,424席（車椅子席16席）。
| スクリーン | 座席数 | 車いす席 | 音響設備      | スクリーンサイズ | フロア                        |
| ---------- | ------ | -------- | ------------- | ---------------- | ----------------------------- |
| 1          | 97     | 2        | デジタル5.1ch | 7.7×3.2m         | 上野フロンティアタワー7～10階 |
| 2          | 250    | 2        | デジタル5.1ch | 12.0×5.0m        | 上野フロンティアタワー7～10階 |
| 3          | 333    | 2        | デジタル5.1ch | 14.4×6.0m        | 上野フロンティアタワー7～10階 |
| 4          | 95     | 2        | デジタル5.1ch | 8.0×3.3m         | 上野フロンティアタワー7～10階 |
| 5          | 112    | 2        | デジタル5.1ch | 9.7×4.0m         | 上野フロンティアタワー7～10階 |
| 6          | 103    | 2        | デジタル5.1ch | 10.0×4.2m        | 上野フロンティアタワー7～10階 |
| 7          | 235    | 2        | デジタル5.1ch | 13.9×5.8m        | 上野フロンティアタワー7～10階 |
| 8          | 199    | 2        | デジタル5.1ch | 12.0×5.0m        | 上野フロンティアタワー7～10階 |

## オフィスフロア
コアを南側に配置することで、ダブルスキンやエアフローウィンドウ等を用いず、一般アルミサッシで快適な環境を実現。また、周囲には対面する高層建物が無いため、上野公園を含めた良い眺望を享受できるオフィス空間となっている。

### 主な入居テナント
15F
- 丸紅ITソリューションズ

19F
- Genki Global Dining Concepts

20F
- 島津ダイアグノスティクス

21F
- 旭有機材

22F
- Looop

## アクセス
- 東京メトロ銀座線 - 上野広小路駅より徒歩徒歩1分
- 都営地下鉄大江戸線 - 上野広小路駅より徒歩徒歩1分
- JR山手線・京浜東北線 - 御徒町駅より徒歩3分